# バイオタイ財団
バイオタイ財団（バイオタイざいだん、タイ語名:มูลนิธิชีววิถี、または ไบโอไทย　英語:Biodiversity and Community Rights Action、または Biothai Foundation）は、タイ王国の環境NGO。主に遺伝子組み換え、タイの有用動植物の遺伝子保護、生物多様性、ローカルノレッジ保護活動を行っている。1995年創設。

## 概要
バイオタイ財団は、タイ国民と政策決定者に、生物多様性や遺伝子組み換え作物、タイ産植物などの不正利用、特許登録に関わる問題を啓蒙するために、1995年に「タイコミュニティ権生物多様性ネットワーク」として、生物多様性やその利用に関心を持つNGO、地域コミュニティ、学識者、政府交官の協力によって設立された。特にタイ米ジャスミンライス（カーオホームマリ）の遺伝子保護活動で知られ、先進国の遺伝子解析、遺伝子操作、関連技術特許登録に反対している。FTA、国際農業企業にも否定的である。2008年6月、タイ最大の国際農業企業CPグループにハイブリッドライスの導入に関して異議を唱えている。このような活動の中で、バイオタイ側はすでに何度かのサイバー攻撃にさらされていると述べている。2009年7月、バイオタイが、タイ国家科学技術開発庁の米品種登録制度が国内外の農業企業のタイ有用生物種の登録、訴訟を助長し、元来の利用者の利用権を奪う可能性があると異議を唱えたところ、その二日後にデータバンク、ウェブサイトが破壊されたと主張している。2010年4月現在なお、英語版のウェブサイトは復旧していない。
財源の50％はタイ政府からの資金でまかなわれている。資金は首相府タイ王国研究基金、保健省、農業・協同組合省より、研究費もしくは会議研究費として提供されている。

## 歴史
1995年、「タイコミュニティ権生物多様性ネットワーク」として創設
1996年-1998年、毎年、生物多様性に関する国家会議を開催。保健省タイ伝統医療研究所、農業・協同組合省天然資源・生物多様性研究所、チュラーロンコーン大学と共催した。
1997年、タンマサート大学において、アジア、南アメリカ、アフリカ、ヨーロッパなど18カ国から参加者を招き、知的所有権貿易に関わる法システムを主題にした国際会議を開催。
1997年-1998年、生物多様性とローカルノレッジを保護を求める住民運動を支援。伝統的なタイ米ジャスミンライス（カーオホームマリ）の保護運動を展開。
1997年-1999年、バイオタイはタイNGOの中心的な立場から、遺伝子組み換え作物の安全性、健康への影響に関する運動を展開。情報提供、啓蒙活動のほかに、農業・協同組合省、商務省、保健省と協力して国の生物多様性関連法の発展に協力。植物種保護法、タイ伝統医療保護奨励法の成立に寄与した。

## 所在地
ノンタブリー県 ムアンノンタブリー郡 タムボン・サーイマー　ラッタナーティベート通り　ナラーティープ村　125/356
（125/356 หมู่บ้านนราธิป ถนนรัตนาธิเบศร์ ตำบลไทรม้า อำเภอเมือง จังหวัดนนทบุรี 11000）

## 政府との関わり
いくつかの国家委員会に委員として参加した経験を持つ。2001年4月25日、政府によって設置された生物安全法起草委員会事務局の員会メンバーとして協力した。そのほかにも、植物種保護保護委員会、熱帯林生物多様性員会、コミュニティ人権委員会などの国会委員会に委員として参加。

## 国際連携
諸外国との関連では、生物多様性、生物工学に関わるさまざま機関と連携を保っており、フィリピンの 開発のための農民科学者パートナーシップ協会（Magsasaka at Siyentipiko Para sa Pag-unlad ng Agrikultura：MASIPAG）、インドネシアのビオタニ・パン・インドネシア財団（Biotani PAN Indonesia Foundation）、国際NGOグレイン-東南アジア支部（GRAIN-Southeast Asia）、そしてマレーシアの第三世界ネットワーク（TWN）などと連携している。